# 一宮町 (山梨県)
一宮町（いちのみやちょう）は、山梨県中部に存在した町である。
2004年10月12日に一宮町を含む周辺6町村と合併して笛吹市となり消滅した。

## 歴史

### 先史・古代
町域には縄文時代からの遺跡が分布しているが、旧勝沼町域（甲州市）にかかる釈迦堂遺跡群は縄文中期の大規模集落で、100体以上の土偶が出土していることで知られる。
古代甲斐国における政治的中心地である八代郡に属する。甲斐国府は前期には現在の笛吹市春日居町国府に所在し、後に笛吹市御坂町国衙に移転されたとする二転説があるが、両者の間に一時的に一宮町域に置かれたとする三転説もある。また、町域には甲斐国分寺跡や甲斐国分尼寺跡がある。古代には東海道横走駅から分岐し、河口湖畔・御坂峠を経て甲斐国府に至る甲斐路（御坂路、中世の鎌倉街道）が整備され、『延喜式』に記載される甲斐路の三駅のひとつである水市駅（みずいちえき）の所在地は町域の市之蔵付近に比定する説がある。
貞観6年（864年）の富士山の貞観大噴火に際しては山梨郡と八代郡にそれぞれ浅間神社が創建されているが、町域にある浅間神社はいずれかに相当すると考えられている。浅間神社は中世に甲斐国一宮として守護武田氏からの庇護を受けている。古代甲斐国では在庁官人の三枝氏の勢力が強く、南野呂に鎮座する甲斐奈神社は三枝氏が丹波から勧請した由緒を持つ。

### 中世・近世
中世には町域へも甲斐源氏の一族が進出する。室町時代・戦国時代には守護・武田信昌の創建した広厳院や、武田信玄・勝頼の庇護を受けた慈眼寺が末木に創建されている。
永正16年（1519年）6月には甲斐守護・武田信虎が本拠を川田館（甲府市川田町・笛吹市石和町）から躑躅ヶ崎館（甲府市古府中町）へ移転し家臣団集住を企図すると、翌永正17年（1520年）5月には栗原氏・今井氏・大井氏ら甲斐国人が甲府を退去して信虎に抵抗した。信虎は同年6月に都塚（一宮町本都塚・北都塚）において国人衆を撃破し、臣従させた。
江戸時代には28か村があり、八代郡大石和筋に属する。宝永7年（1710年）に甲府藩から分知されて成立した甲府新田藩には町域の一部が属している。甲斐国は享保9年に幕府直轄領化され、石和代官支配となる。
延享3年（1746年）に御三卿田安家領が設置された際には15か村が編入されている。寛政4年（1792年）には田安家領において新枡による年貢徴収に対して国中三郡の54か村が抗議した太枡騒動が発生し、金田村の百姓・重右衛門は首謀者の一人となる。
騒動の鎮圧後には農民教化のため、寛政期には心学者の志村天目が農民教化を行った。また、文政5年（1822年）には石和代官・山本大膳が支援して小城村に郷学・由学館が開設された。由学館からは国学者の本居宣長の門人となった古屋真章や古屋蜂城らを輩出した。天保・嘉永期には和算が興隆し、和算家の岩間孫兵衛を輩出する。

### 近現代
近世には米麦栽培とこの頃に普及していた養蚕や煙草栽培が主な生業であった。また、江戸後期には国分村を中心に東郡一帯に勢力を及ぼした博徒国分三蔵が出現した。
昭和初期の養蚕不況を契機に果樹栽培へと転換し、昭和初年には末木の加藤重春が岡山県から果樹の有料品種を導入する。現在では桃の産地として知られる。

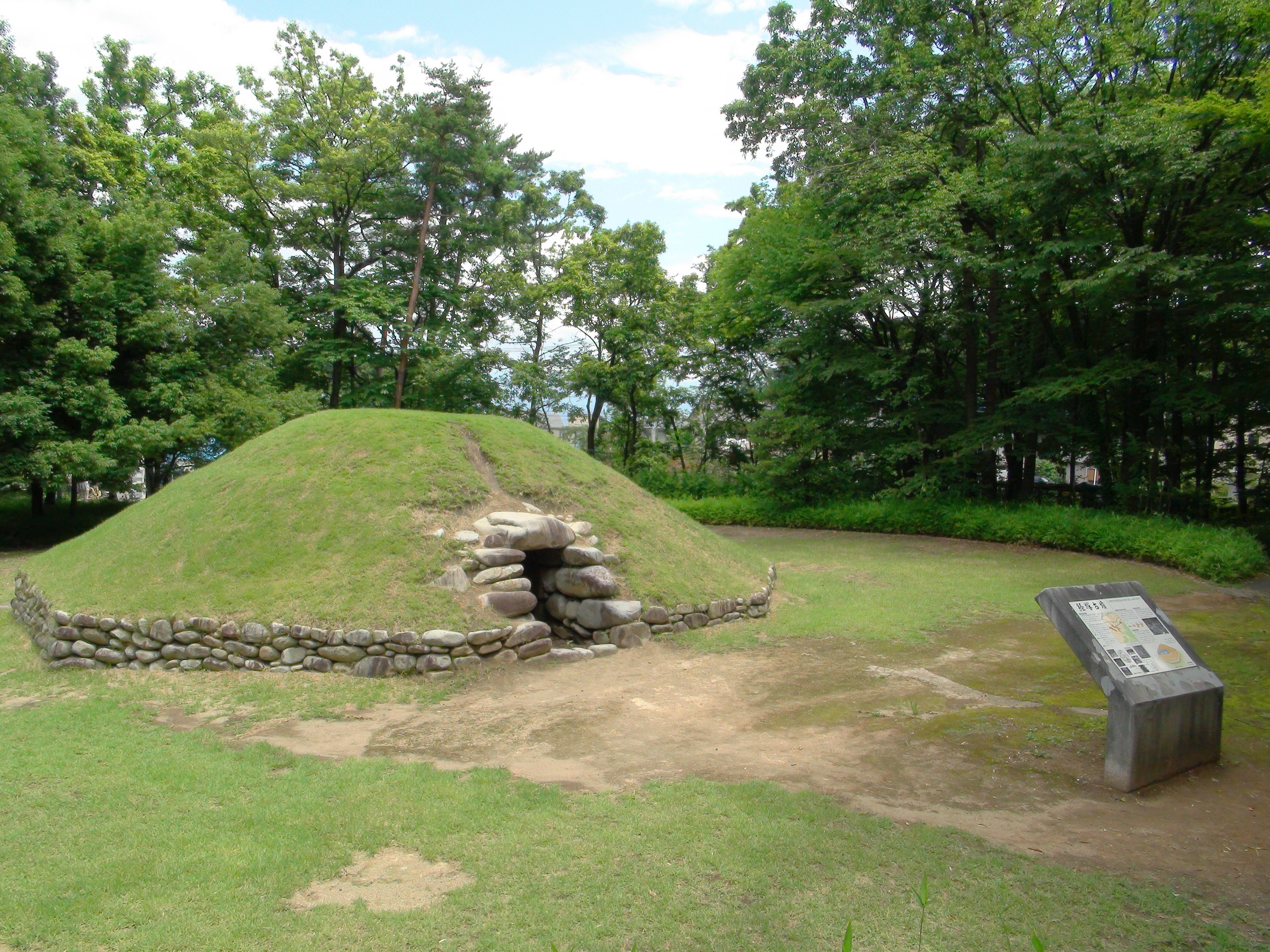
経塚古墳

### 沿革
- 1954年（昭和29年）12月10日 - 一宮村・相興村・浅間村が合併して一宮町が発足。
- 2004年（平成16年）10月12日 - 石和町・御坂町・八代町・境川村・東山梨郡春日居町と合併して笛吹市が発足。同日一宮町廃止。

## 交通

### 道路
- 高速道路
  - 中央自動車道：一宮御坂インターチェンジ
- 一般国道
  - 国道20号（勝沼バイパス）
  - 国道137号
- 都道府県道
  - 山梨県道34号白井甲州線
  - 山梨県道303号市之蔵山梨線
  - 山梨県道306号田中勝沼線
  - 山梨県道211号山梨笛吹線
  - 山梨県道312号一宮山梨線

## 名所・旧跡・観光スポット・祭事・催事
- 浅間神社
- 青楓美術館
- ルミエール旧地下発酵槽
- 花見台
- 甲斐国分寺跡

## 出身有名人
- 風間伊七 - 幕末・明治期の実業家。金田村出身。
- 弦間明 - 実業家。資生堂代表取締役社長、会長、相談役を歴任。
- 田村怡与造 - 陸軍
- 田我流 - ラッパー、DJ、俳優。
- 中山嘉太郎 - 冒険家。
- 早川徳次 - 鉄道事業家。
- 渡辺明貴 - プロ野球選手。